# Thelma Long
Thelma Dorothy Coyne Long (Sydney, 14 de outubro de 1918 – Sydney, 13 de abril de 2015), Thelma Coyne quando solteira, foi uma tenista australiana.

## Grand Slam finais

### Simples: 6 (2 títulos, 4 vices)
| Resultado | Ano  | Campeonato               | Oponente            | Placar        |
| --------- | ---- | ------------------------ | ------------------- | ------------- |
| Vice      | 1940 | Australian Championships | Nancye Wynne Bolton | 7–5, 4–6, 0–6 |
| Vice      | 1951 | Australian Championships | Nancye Wynne Bolton | 1–6, 5–7      |
| Campeã    | 1952 | Australian Championships | Helen Angwin        | 6–2, 6–3      |
| Campeã    | 1954 | Australian Championships | Jenny Staley Hoad   | 6–3, 6–4      |
| Vice      | 1955 | Australian Championships | Beryl Penrose       | 4–6, 3–6      |
| Vice      | 1956 | Australian Championships | Mary Carter Reitano | 6–3, 2–6, 7–9 |